# 红毛七
红毛七（類葉牡丹）（学名：Caulophyllum robustum），为小檗科红毛七属下的一个植物种，分布於中国、朝鮮半島、日本。